# Trichatelais
Trichatelais is een kevergeslacht uit de familie van de boktorren (Cerambycidae). De wetenschappelijke naam van het geslacht werd voor het eerst geldig gepubliceerd in 1953 door Breuning.

## Soorten
Trichatelais omvat de volgende soorten:
- Trichatelais chloropoda (Pascoe, 1865)
- Trichatelais devota (Pascoe, 1865)
- Trichatelais fuscoantesignata (Breuning, 1953)
- Trichatelais herbacea (Pascoe, 1865)
- Trichatelais invia (Pascoe, 1865)
- Trichatelais kaszabi (Breuning, 1975)
- Trichatelais purpurascens (Pascoe, 1865)